# Dr. Jürgen Fischer Heilbronner Auktionshaus
Die Dr. Jürgen Fischer Heilbronner Auktionshaus GmbH & Co. KG mit Sitz in Heilbronn ist ein auf europäische Glaskunst spezialisierte Auktionsgesellschaft.

## Geschichte
Das Unternehmen wurde 1976 in Heilbronn gegründet, von 1985 bis 2017 befanden sich die Geschäftsräume im historischen Trappenseeschlösschen in Heilbronn. Neben Glas zählen auch Keramik, Silber, Uhren und anderes Kunsthandwerk zum Programm.
Zu den weitgehend in chronologischer Folge aufgerufenen Losen gehören typischerweise älteres Formglas des 17. bis 19. Jahrhunderts (häufig deutsche oder niederländische Römer, Kelchgläser, Humpen, Scherzgefäße und Apothekengefäße), Schnittglas, Zwischengold-, Email- und Milchglas aus dem 18. und 19. Jahrhundert, signiertes Biedermeier-Glas sowie Ansichtenglas aus Böhmen, Bierkrüge und Briefbeschwerer aus dem 19. Jahrhundert sowie Glas des Historismus. Breiten Raum nimmt meist das französische Glas des Jugendstils ein, auch böhmisches Jugendstilglas (Stängelgläser) und Werke des Art déco werden versteigert. Die Schwerpunkte beim Glas nach 1930 und dem zeitgenössischen Glas liegen bei Murano und schwedischem Glas, aber auch tschechische und deutsche Künstler sind vertreten.
Es werden auch von Zeit zu Zeit komplette Sammlungen versteigert, die zuvor in Museen aufbewahrt und in der internationalen Fachwelt bekannt geworden sind (Beispiel: Sammlung Giorgio Silzer 2003).